# Зоммер, Джорджо
Джорджо Зоммер (нем. Giorgio Sommer, Франкфурт-на-Майне, 1834 — Неаполь, 1914) — известный европейский фотограф XIX века. Работая с 1857 по 1888 годы, он снял тысячи руин, портретов, видов и скульптур.

## Биография
После обучения во Франкфурте, Зоммер открыл свою первую фотостудию в Швейцарии, где он снимал рельефные фотографии гор для швейцарского правительства. В 1856 он переехал в Неаполь и позже стал партнёром немецкого фотографа Эдмунда Бельса (также известным как Эдмондо Бельс), который владел фотостудией в Риме. Вместе с Бельсом он открыл фотоателье "Sommer & Behles. Napoli e Roma". Основным объектом их съёмок вначале являлись виды Рима и сокровища Ватиканских музеев.
Каталог Зоммера включал изображения, попавшие в музей Ватикана, Национальный археологический музей в Неаполе, из римских руин в Помпеях, а также улицы и архитектуру Неаполя, Флоренции, Рима, Капри и Сицилии. В частности, Зоммер опубликовал в 1901  свой всесторонний альбом Динтрони ди Наполи, который содержал более сотни изображений бытовых и пейзажных сцен в Неаполе. В апреле 1872 года он документально заснял извержение вулкана Везувий около Неаполя в серии великолепных фотографий. 
В 1861 Зоммер женился на Антонии Шмидт (дочери моравского производителя роялей), в браке с которой у него родилось двое детей — сын Эдмондо и дочь Каролина.
Зоммер и Бельс заработали множество наград и призов за работу (в Лондоне, 1862, Париже, 1867, Вене, 1873, Нюрнберге, 1885). В своё время, Зоммер был назначен официальным фотографом короля Виктора Эммануила II в Италии. За сотрудничество с итальянским правительством Соммер и Велес были награждены королем Виктором Эммануилом II золотой медалью.
Зоммер продавал свои изображения клиентам по всей Европе. В 1880-х годах выполняет заказ правительства Швейцарии, связанный с железной дорогой. В 1885 году Зоммер получает премию за репродукции античной бронзы на выставке в Нюрнберге.
Партнёрство с Бельсом закончилось в 1874, после этого оба фотографа продолжили бизнес уже отдельно друг от друга.
Зоммер умер в Неаполе в 1914 году.

## Галерея

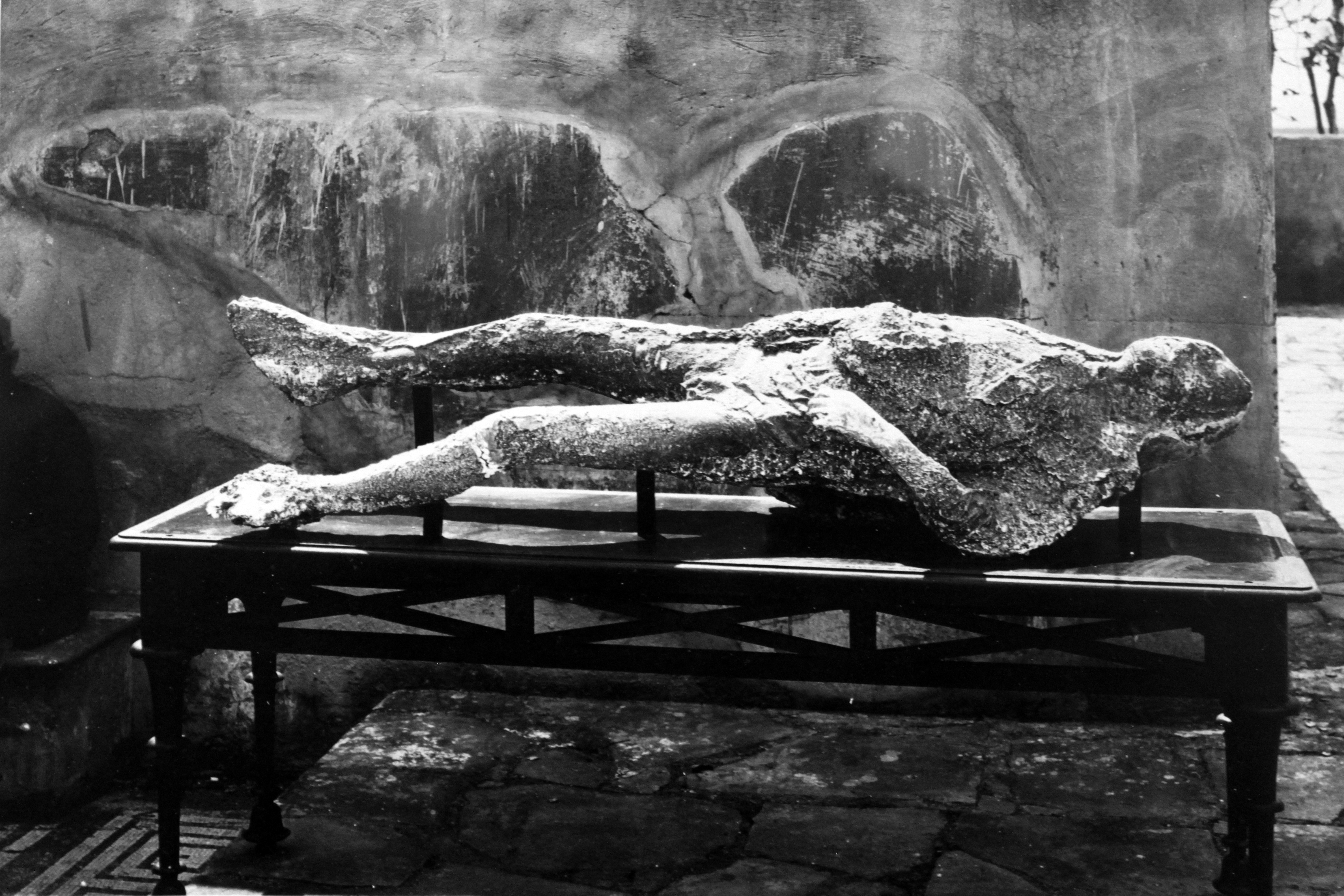
Помпеи: Слепки человека, найденные на 5 февраля 1863 года, Штеделевский художественный институт
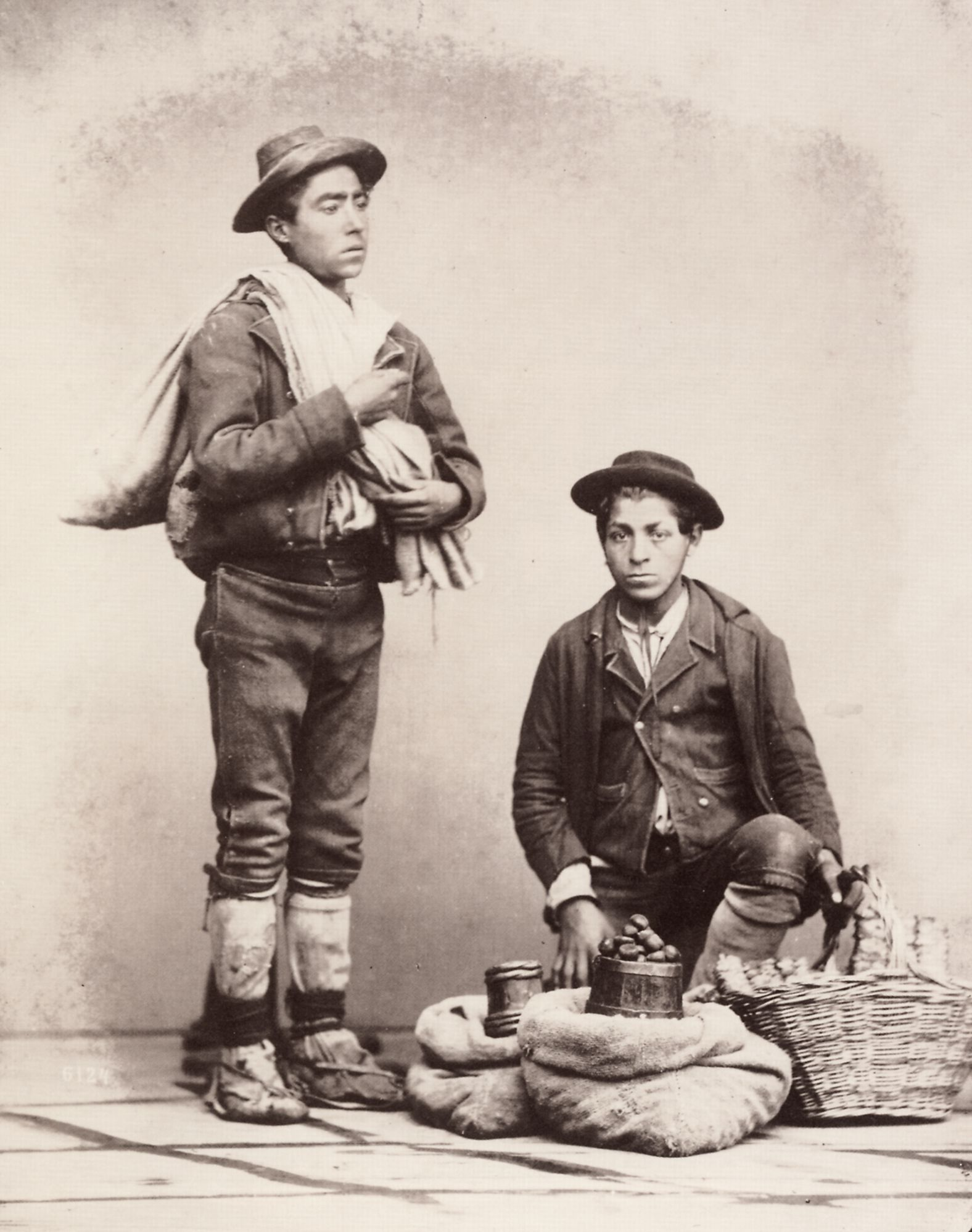
Продавцы каштанов (Неаполь), 1872
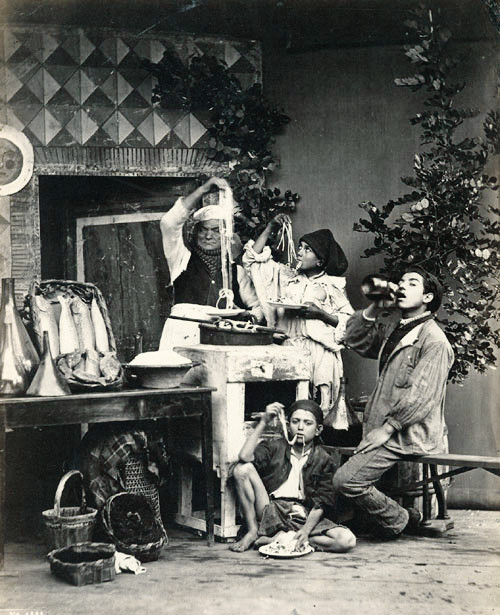
Едоки спагетти (Неаполь), до 1886
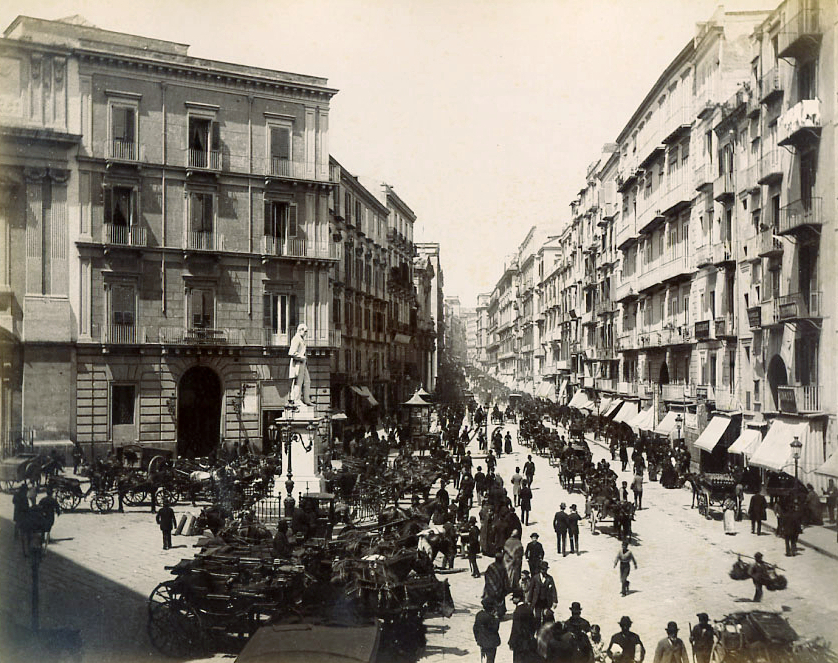
Неаполь, Римская улица, 1880-е
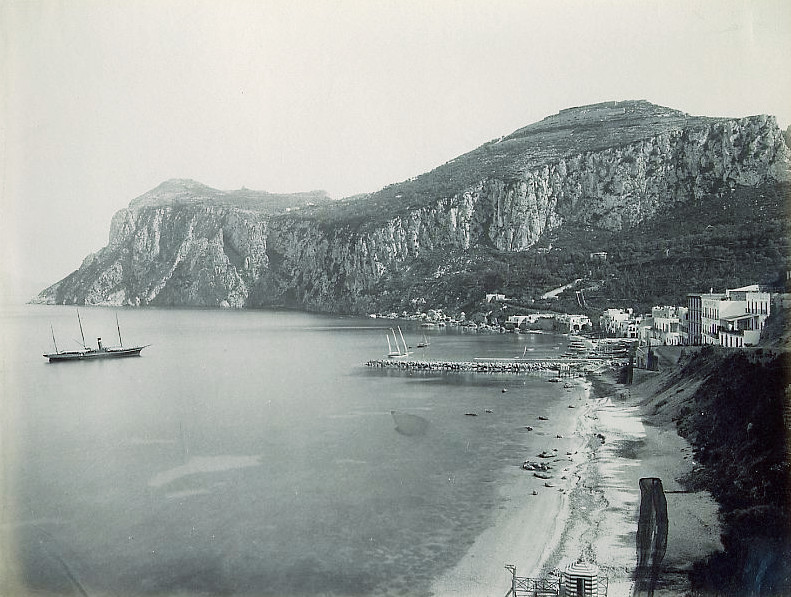
Остров Капри, 1880
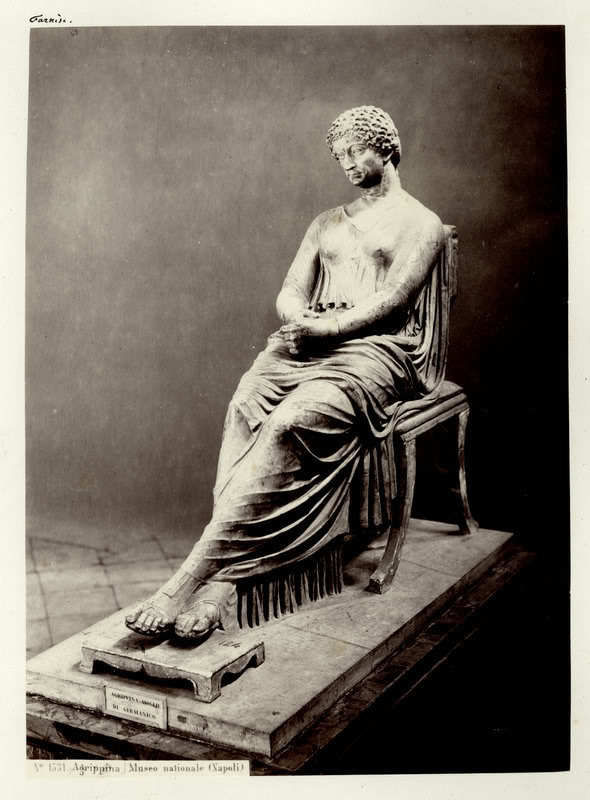
Античная статуя Агриппины (Неаполь), 1857-1887